# Lucània
|  | Per a altres significats, vegeu «Lucania». |

Lucània (grec antic: Λευκανία, Leukanía, llatí: Lucania) fou una regió del sud d'Itàlia compresa entre la mar Tirrena i el golf de Tàrent. Tenia al sud el Brútium, la Pulla i el Samni al nord, i la Campània al nord-oest. El riu Silarus era la seva frontera al nord-oest i al nord-est el Bradanus; el Laüs i el Crathis feien la frontera amb els brucis. La principal via de comunicació del país era la via Popília.
El nom de Lucània fou donat oficialment a la Basilicata del 1933 al 1947.

## Història
Lucània era la terra dels lucans, que els grecs anomenaven (Oenòtria o Enòtria) pels pobles que hi vivien, els oenotris i els khones (chones). Scylax fou el primer que la va anomenar Lucània i la descriu com la terra entre els samnites i els iapigis d'un costat, i la península del Brútium de l'altra.
Els oenotris no eren un poble guerrer i van oferir minsa resistència als colons grecs. Síbaris va fundar les colònies de Posidònia, Laüs i Skidros a la costa occidental d'Oenòtria, i al sud Locri i Crotona van fer el mateix. Aquest poble fou assimilat ràpidament i molta gent es va establir a les ciutats gregues.
Però al final del segle v aC els lucans, emparentats amb els samnites, es van començar a establir a aquestes terres i van començar a fer la guerra a les ciutats gregues. La primera conquerida fou Posidònia. Turis va haver de fer la guerra sota el comandament de Cleàndrides i va obtenir diverses victòries.
El 393 aC es va formar una lliga defensiva de la Magna Grècia contra els lucans al nord i Dionís el vell de Siracusa al sud però les forces confederades van patir una gran derrota el 390 aC al riu Laus en la qual van morir deu mil grecs. Dionís no va donar suport directe als lucans però amb els seus atacs a algunes ciutats de fet els va afavorir i entre el 390 i el 360 aC van aconseguir el domini de la península del Brútium, però no pas les ciutats gregues.
Dionís el jove s'hi va enfrontar sense gaire èxit i va intentar establir una fortificació de l'istme de la península del Brútium entre el golf d'Hipponion i el de Scyllacis, però finalment va haver de fer la pau amb ells el 358 aC. La península es va revoltar per la mateixa època contra els lucans, i els brucis (nom que volia dir rebel) van assolir el poder el 356 aC (segons Diodor de Sicília). No va passar molt de temps fins que els brucis es van aliar als seus antics enemics lucans contra els grecs.
Mentrestant, els lucans havien portat la lluita a l'altra península del sud d'Itàlia, on els tarentins van haver de demanar l'ajut d'Arquidam d'Esparta, qui va morir en una batalla contra els lucans el 338 aC i el seu exèrcit fou destruït. Després els va donar suport Alexandre de l'Epir, el qual va derrotar els lucans (aliats als samnites) en una gran batalla prop de Posidònia i en altres combats, fins que va morir en la batalla de Pandòsia al Brútium el 326 aC. El poder lucà va quedar afectat per l'actuació d'Alexandre i segurament fou llavors quan van fer el primer tractat d'aliança amb Roma (que va ser la causa de l'inici de la guerra samnita).
Però poc després es van girar contra els seus nous aliats i ja apareixen en aliança amb els samnites. El 317 aC els romans els van castigar i els cònsols romans van entrar a Lucània i van ocupar Nerulum per assalt. El 304 aC van signar la pau amb Roma, que va posar fi a la segona guerra samnita i des de llavors van romandre en aliança amb els romans. El 303 aC quan va arribar a Tàrent Cleònim d'Esparta, els lucans van demanar un tractat de pau sense combatre.
Un atac samnita contra els lucans, aliats de Roma, va portar a la tercera guerra samnita el 298 aC. Els lucans van ser fidels a Roma i al final de la lluita van ser admesos a l'aliança romana en condicions molt favorables. Però el 286 aC van assetjar Turis, aliada romana, i Roma va prendre partit per aquesta ciutat; M. Cirirus va rebre una ovació pels seus triomfs sobre els lucans el 286 aC i el 282 aC els lucans i els seus aliats samnites foren derrotats en una gran batalla prop de Turis per C. Fabricius.
A l'arriba de Pirros el 281 aC els lucans es van declarar a favor del rei de l'Epir i li van enviar un contingent després de la conquesta d'Heraclea. Van tenir part activa en la batalla d'Asculum. Però quan Pirros es va retirar, els lucans van quedar a mercè dels romans. C. Fabricius, Cornelius Rufinus, i M. Curius van assolar el seu territori en diverses campanyes i finalment foren sotmesos per Sp. Carvilius i L. Papirius Cursor el 272 aC.
Els lucans van romandre subjectes a Roma fins a la Segona Guerra Púnica quan es van declarar a favor d'Hanníbal el 216 aC, després de la batalla de Cannes. El seu territori fou teatre de nombrosos enfrontaments i fou assolat per les dues parts. El 214 aC Sempronius Gracchus i Hannó van lliurar una batalla i el 213 aC Gracchus es va passar allí tot l'any, i allí fou on el 212 aC va morir. El 209 aC els lucans i hirpins van abandonar als cartaginesos i van expulsar les seves guarnicions, que van entregar als romans i mercès a aquest servei foren de nou admesos a l'aliança romana en termes favorables.
El 208 aC Marcellus i Crispinus van fer campanya contra els cartaginesos i van morir a la lluita en terres de Lucània. Fins al 207 aC després de la batalla del Metaure, Hanníbal no es va retirar de Lucània cap al Brútium. Estrabó diu que els lucans van patir la mateixa sort que els brucis com a càstig però probablement això es va referir només a alguna ciutat que no havia acceptat el canvi de bàndol del 209 aC.
A la guerra social (90-88 aC) Lucània fou de les primeres a agafar les armes i van portar bona part del combat junt amb els samnites. A la guerra civil entre Gai Mari i Sul·la els lucans van seguir al primer, i quan Sul·la va triomfar van quedar exposats a la seva venjança; Samni i Lucània foren saquejades de manera que ja no es van poder recuperar; els habitants que hi van restar foren admesos a la ciutadania romana i el poble lucà va desaparèixer barrejat en el poble romà.
La regió va entrar en decadència i va romandre en un estat empobrit que va continuar durant l'imperi. El Liber Coloniarum només esmenta 8 ciutats en tota Lucània i totes eren prefectura (és a dir subordinades). La malària que va afectar el país el va deixar amb poca població i l'interior era boscos i improductiu; la ramaderia era l'única ocupació a part de la cacera de l'os per ser utilitzat com a espectacle als amfiteatres romans.
Lucània i Brútium van formar la III regió d'Itàlia sota August i van romandre unides administrativament durant el període imperial i encara més tard.

## Basilicata
Lucània va rebre el nom de Basilicata al segle x, quan aquesta zona va quedar sota control romà d'Orient, i va tenir com a capital Tursi. Durant la revolució dels Carbonari (1820-21) els territoris es van dividir en: Lucània Oriental i Lucània Occidental i des de finals del segle xix es va tendir a tornar a fer servir l'antic nom de Lucània. El canvi es va fer oficial el 1932, seguint la ideologia del règim feixista que volia recuperar els símbols i topònims de l'imperi romà. Però el 1947 es van desfer els canvis instaurats durant l'època feixista, tot i que en la parla popular dels autòctons la paraula Lucània encara es fa servir com a sinònim de Basilicata.

## Geografia
El territori era conegut des d'antic per ser una zona molt boscosa.

### Muntanyes
La muntanya més alta de Lucània és el Monte Pollino de 2.150 metres

### Rius de Lucània
- Silaros (Sele)
- Tanager (Tanagro)
- Calor (Calore Lucano)
- Bradanus (Bradano)
- Casuentus (Basiento)
- Aciris (Agri)
- Siris  (Sinno)
- Crathis
- Sibaris (Coscile)
- Acalandrus (Calandro)
- Laüs (Lao)
- Pyxus (Busento)
- Melphes (Molpa)
- Heles (Elees)

### La costa de Lucània, caps i golfs
- Promontorium Palinorus (Capo Palinuro)
- Promontorium Pyxus (Capo degli Infreschi)
- Promontorium Leucosia (Pinta di Licosa)
- Golf de Laüs (golf de Policastro)
- Golf de Paestum o Posidònia

### Ciutats
Les ciutats de la costa foren totes gregues i després romanes; a l'interior foren lucanes i després romanes. Les principals foren:
Costa oest:
- Posidònia, després Paestum
- Èlea, després Vèlia
- Pixunt, després Buxentum (Policastro)
- Skidros (Scidrus), avui Sapri
- Blanda, avui Tortora
- Laos, avui Scalea

Costa est:
- Túrios, pròxima a la més antiga Síbaris
- Lagària
- Heraclea, propera a la més antiga Siris
- Metapont

Interior:
- Potentia (Potenza)
- Atina
- Volceium o Volcentum (Buccino)
- Numistro
- Eburi (Eboli)
- Bantia (Banzi)
- Grumentum (prop de la moderna Saponara)
- Nerulum (La Rotonda)
- Muranum (Morano)
- Consilinum o Cosilinum (Padula)
- Tegianum (Diano)
- Forum Popilllii (La Polla)
- Sontia (Sanza)